# لاخهایم
شهر لاخهایم (به آلمانی: Lauchheim) در ایالت بادن-وورتمبرگ در کشور آلمان واقع شده‌است.